# Hunter (TV-serie)
Hunter är en amerikansk deckar- och actionserie från 1984–1991 med Fred Dryer och Stepfanie Kramer i huvudrollerna.

## Rollista i urval
- Fred Dryer – Det. Sgt. Richard "Rick" Hunter
- Stepfanie Kramer – Det. Sgt. Dee Dee McCall (1984–1990)
- Darlanne Fluegel – Off. Joanne Molenski (1990–1991)
- Lauren Lane – Police Sgt. Chris Novak (1991)
- Michael Cavanaugh – Capt. Lester D. Cain (endast "Pilot")
- Arthur Rosenberg – Capt. Lester D. Cain/Commander Lester D. Cain (1984/1987)
- John Amos – Capt. Dolan (1984–1985)
- Bruce Davison – Capt. Wyler/Dep. Chief Wyler (1985–1986/1987)
- Charles Hallahan – Capt. Charles "Charlie" Devane (1986–1991)
- John Shearin – Lt. Ambrose Finn (1985–1988)
- James Whitmore, Jr. – Sgt. Bernie Terwilliger (1984–1986)
- Garrett Morris – Arnold "Sporty" James (1986–1989)
- Richard Beauchamp – Carlos (Asst. M.E.) (1985–1987)
- Perry Cook – Barney Udall, rättsläkare (1986–1990)
- Stanley Kamel – Gov. Agent Brad Wilkes (1987–1988)
- Paul Mantee – Commander Tom Clayton (1989-1991)
- Courtney Barilla – Allison Novak (1991)